# Lacs d'Isli et de Tislit
Le double cratère d'Isli et  deTislit  à Imilchil.
Ces deux lacs sont respectivement situés à 10 et 4 km du village d’Imilchil dans le Haut Atlas marocain aux altitudes respectives de 2 272 et 2 266 mètres. Ils sont éloignés l’un de l’autre de 9,4 km.
Ces "cratères" auraient été causés par le même impacteur qui se serait vraisemblablement brisé dans l'atmosphère terrestre.
Selon Abderrahane Ibhi, ils auraient été produits par l'impact d'un petit astéroïde d'environ 120 mètres de diamètre. Le double cratère d’impact, orienté Est-Ouest, résulterait de la fragmentation de cette météorite à son entrée dans l’atmosphère terrestre en deux morceaux qui auraient produit alors deux cratères, orientés suivant la trajectoire du bolide.
Cette découverte est contestée par une équipe concurrente, celle d'H. Chennaoui Aoudjehane dans l'article : Evidence of Non-Impact Cratering Origin of Imilchil (Morocco) Lakes (Isli and Tislit). 
En 2014,  le Professeur H. Ibouh (Univ. Cadi Ayyad, Marrakech, Maroc) et ses collaborateurs ont démontré, dans une étude scientifique  publiée au C. R. Geoscience, que le lac Isli a une origine tectono-karstique. Selon cette étude, le lac Isli doit être réintégré dans la famille des lacs tectono-karstiques des montagnes de l'Atlas au Maroc, principalement développés au cours du Pléistocène moyen-supérieur (plus de 100 000 ans). Son développement progressif n'a rien à voir avec un impact  catastrophique de météorite.

## Lacs

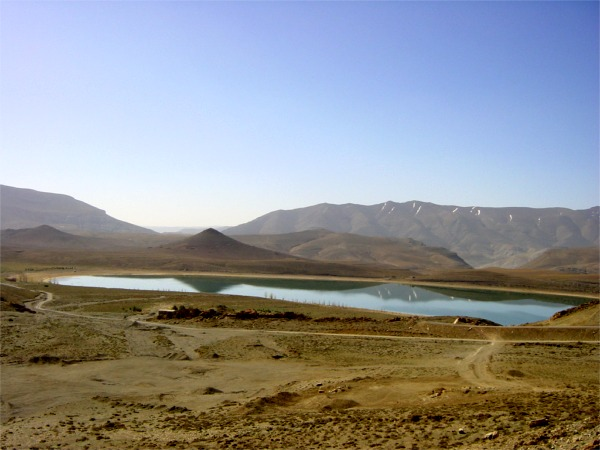
Lac Tislit à Imilchil
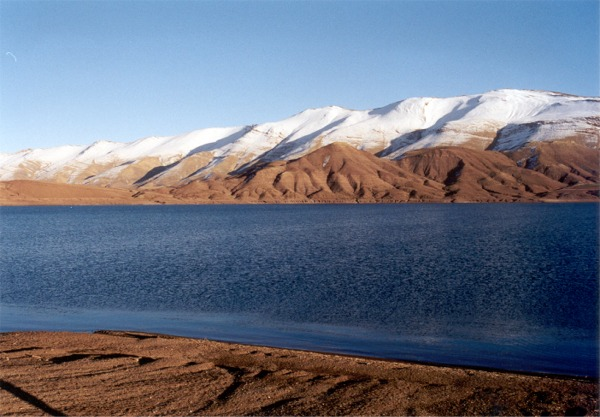
Lac Isli à Imilchil